# Friedrich von Flotow
Adolf Ferdinand Friedrich von Flotow (Teutendorf, Lübeck, Schleswig-Holstein, 27 d'abril, 1812 - Darmstadt, Hessen, 24 de gener del 1883) va ser un compositor d'òpera alemany.

## Infància i joventut

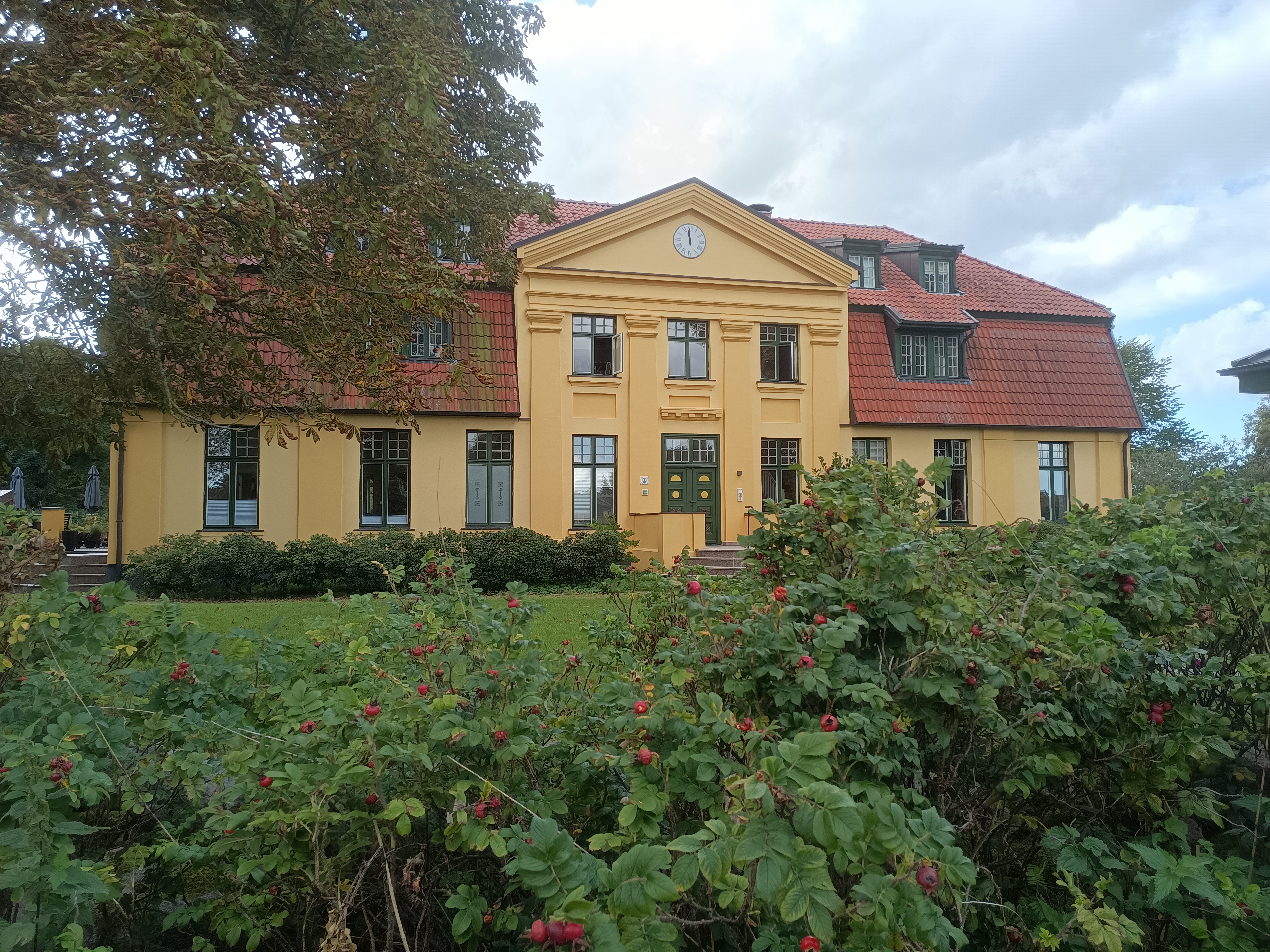
Casa pairal de Teutendorf al setembre de 2022

Friedrich von Flotow pertanyia a la família aristocràtica Mecklenburg Flotow (núm. 258 al cens familiar). Va néixer com el segon dels quatre fills del capità prussià Wilhelm von Flotow (1785–1847; núm. 174) i de la seva dona Caroline Sophie Rahel, de soltera von Böckmann (1792–1862), a la seva finca de Teutendorf. El títol aristocràtic freiherr, que es troba ocasionalment a la literatura, no és aplicable. Tots dos pares tenien una educació musical. El pare tocava la flauta, la mare el piano. Friedrich va rebre els seus primers coneixements de música de la seva mare en classes particulars.

## Carrera com a músic
El seu pare havia planejat una carrera diplomàtica per a Friedrich, el seu primer fill, però quan el seu talent musical es va fer evident, el seu pare li va deixar seguir una carrera com a músic per recomanació del virtuós del clarinet Ivan Müller. A partir de 1828 va estudiar composició amb Anton Reicha i piano amb Johann Peter Pixis al Conservatori de París. Allà es va fer amic, entre d'altres, de Charles Gounod i Jacques Offenbach.
El 1830 Flotow va tornar a Alemanya per un breu temps. Aquí va compondre les seves primeres obres dramàtiques: Pierre et Cathérine, Rob Roy i La duchesse de Guise, que després va representar -no sense dificultats- a París. La frescor de les melodies i el sentit alegre que s'expressen en aquestes obres van tenir una bona acollida, i el 1838, sense que li ho demanés, el director del "Théâtre de la Renaissance" li va assignar la composició del segon acte de l'òpera de gènere Le Naufrage de la Méduse, que es va representar 54 vegades en un any.
Aquestes òperes van ser seguides en intervals curts per Le forestier (1840), L'esclave de Camoëns (1843) i el ballet Lady Harriet (1844), compost en col·laboració amb Friedrich Burgmüller i Edouard Deldevez. El 1844 va informar del seu primer gran èxit amb l'òpera Alessandro Stradella, que es va estrenar a Hamburg. Juntament amb la seva òpera Martha o Der Markt zu Richmond, que es va estrenar a Viena el 1847, va constituir la base de l'alt nivell de popularitat de Flotow, que va durar fins a mitjans del segle xx. Els llibrets de les dues òperes provenien de Friedrich Wilhelm Riese (pseudònim:), que, a l'hora d'escriure, es basava en obres més antigues que es van escriure amb la col·laboració de Flotow. El text de la Martha es basa en Lady Harriet.
Les òperes posteriors de Von Flotow, com La gran duquessa (1850, llibret de Charlotte Birch-Pfeiffer), Rübezahl (1853, llibret de Gustav Gans zu Putlitz) o Albin (1856, Salomon Hermann Mosenthal), no van poder aconseguir un èxit durador i només apareixien com a reproduccions pàl·lides de les obres anteriors.
El 1848 Flotow va tornar a Mecklenburg per assumir l'herència del seu pare. Allà va ser nomenat director del teatre de la cort a Schwerin l'any 1855 i va ser nomenat "Chambelen gran ducal de Mecklenburg-Schwerin". Per a la inauguració del Castell Nou de Schwerin el 1857 va compondre l'òpera Johann Albrecht, duc de Mecklenburg. La Veuve Grapin també prové d'aquest període creatiu. L'any 1863 -després de les intrigues dirigides contra ell- va renunciar al seu càrrec i es va traslladar a Viena, on es va unir a la comunitat artística "Die Grünen Insel", per a la qual va compondre moltes cançons. No obstant això, va conservar la seva finca de Mecklenburg i el títol de Cambrer Gran Ducal de Mecklenburg-Schwerin de per vida. El 1870 Flotow es va traslladar a "Wiener Neustadt", on va viure a fins al 1872. Durant aquest temps va participar en la fundació de la Cooperativa d'Autors i Compositors Dramàtics, que, semblant a l'actual GEMA, pretenia protegir els drets d'autor dels compositors.

## Personal

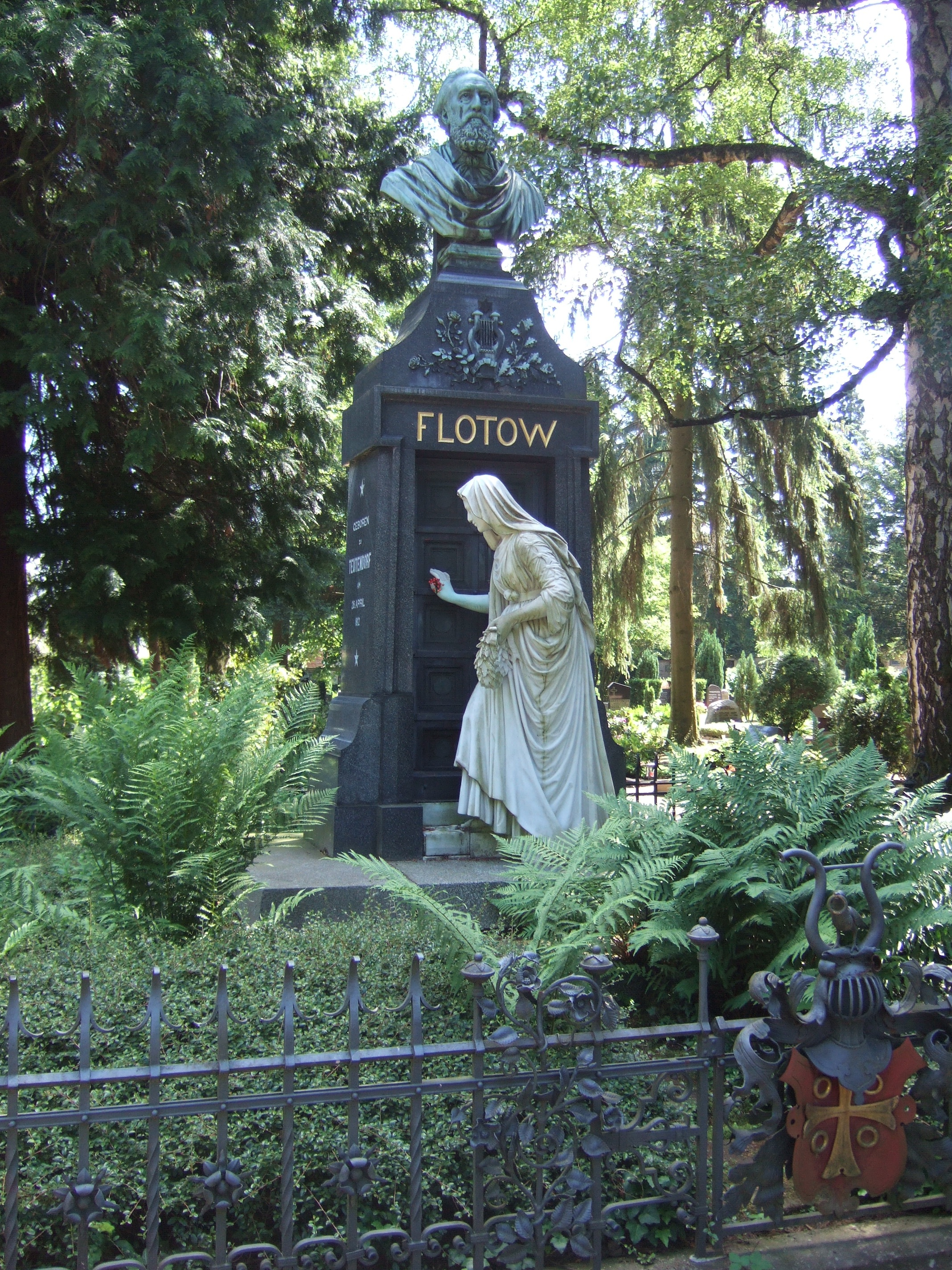
Tomba de Friedrich von Flotow al cementiri vell de Darmstadt

Després que Flotow tornés a Mecklenburg el 1848, es va casar amb Elisabeth (Elise) von Zadow (1832–1851), de setze anys, el 21 d'agost de 1849; Un fill nascut d'aquest matrimoni va morir a l'edat de nou mesos. Després de la mort prematura d'Elisabeth als divuit anys, Flotow es va casar amb la ballarina Anna Theen (1833–1872) el novembre de 1855, amb qui ja tenia un fill il·legítim (Karoline, 1851–1864) i que va tenir dos fills, Wilhelm (1855–1864). 1872) i Friedrich (1857–1918), nascut. El 1867 Anna von Flotow va tenir una altra filla, Anna Barbara (1867–1950), la paternitat de la qual Flotow no va reconèixer i va sol·licitar el divorci perquè va acusar la seva dona d'infidelitat.
El 9 d'agost de 1868, Flotow es va casar amb la germana petita de la seva dona anterior, Rosina (Rosa, 1846–1925). Aquest matrimoni va donar lloc a una filla, Bernhardine (nascuda el 1869).
A partir de 1880, Flotow va passar el final de la seva vida amb la seva germana Bernhardine Rößner (1811–1883), divorciada des de 1878, a Darmstadt. A la casa que encara es diu Villa Flotow, va morir, gairebé completament cec, el 24 de gener de 1883, tres setmanes abans que Richard Wagner. La seva tomba es troba a l'antic cementiri de Darmstadt. És una tomba honorífica.
En el seu testament, Friedrich von Flotow considerava la seva vídua així com els seus dos fills i la seva darrera filla, però va negar a la filla de la seva antiga dona, Anna Barbara, que no era descendent d'ell, qualsevol part en l'herència més enllà de la quota legal. Des de llavors havia estat adoptada pel llibretista Richard Genée.

## Estil
L'òpera Martha continua sent el llegat a temporal de Flotow; continua formant-se en el repertori dels teatres d'òpera internacionals. Les seves altres composicions inclouen música atractiva per a The Winter's Tale de Shakespeare, algunes obertures, trios de piano, dos concerts per a piano i una sèrie de cançons.
Von Flotow no es pot considerar un compositor innovador. Entre d'altres coses, va agafar en préstec de compositors de l'Òpera còmica, és a dir, Auber i Boieldieu, però també Offenbach, dels quals es va apropiar fins a cert punt de la gràcia enginyosa. En general, però, Flotow no va adoptar un estil personal distintiu, sinó que es va compondre d'una manera eclèctica. Elements semblants a cançons fan referència a cançons populars alemanyes. La característica més cridanera, però, són els temes solistes, que s'orienten cap al melodrama italià i recorden amb força a Donizetti.
No hi ha diàlegs parlats a les òperes de Flotow. No obstant això, no estan compostes com les òperes de Wagner, sinó que consisteixen en peces vocals individuals encadenades, que estan connectades per passatges recitatius.
En definitiva, una certa originalitat no es pot negar a les seves obres, i fins i tot el crític més sever ha de reconèixer el moviment lleuger i viu, el fluir gràcil de les melodies i la instrumentació hàbil i eficaç que fan que les òperes de Flotow siguin fàcilment consumibles. No va ser sense raó que Martha va ser l'òpera més representada a la segona meitat del segle xix.

## Obres (selecció)
Flotow va crear un extens conjunt d'obres a la seva vida, però la major part del seu llegat compositiu va ser destruït en un incendi als arxius de l'editorial Bote & Bock de Berlín durant la Segona Guerra Mundial. Amb algunes excepcions, el patrimoni personal s'ha perdut. L'any 1955 es va fundar l'Arxiu privat Flotow a Darmstadt com a punt central de recollida.
Obres escèniques

## Òpera
- Pierre et Cathérine, 1833 París → dt. Peter und Kathinka, 1834 Ludwigslust
- Rob Roy (amb Paul Duport i Pierre-Jean-Baptiste Desforges), 1836 Royaumont
- Le Naufrage de la Méduse, 1839 Paris → dt. Die Matrosen, 1845 Hamburg
- L'Esclave de Camoëns, 1843 Paris (deutsch): Indra, das Schlangenmädchen, 1852 Viena
- Alessandro Stradella, 1844 Hamburg
- L'Ame en peine, Opéra fantastique en dos Actes, Text: Henri Saint-Georges, Uraufführung: 29. Juny 1846, París OCLC 1113999056 → dt. Der Förster, Übersetzung: C. N. Bärmann  Aquest article incorpora text d'una publicació que es troba actualment al domini públic:  Dictionary of National Biography.  Londres: Smith, Elder & Co, 1885–1900.  (Plantilla:Digitalisat)
- Martha també Martha oder Der Markt zu Richmond, 1847 Viena, filmat 1916: Martha
- Die Großfürstin Sophia Catarina, 1850 Berlín
- Rübezahl, 1853 Frankfurt del Main
- Albin oder Der Pflegesohn, 1856 Viena
- Johann Albrecht, Herzog von Mecklenburg, 1857 Schwerin
- Pianella 1. Acte. L Emil Pohl, als dt. Fass. des Serva Padrona-Sujets UA 27. Dezember 1857 Schwerin; EA París 1860 (frz.); Nova York 1864; Bremen 1881
- Der Müller von Meran, versió revisada dAlbin, 1859 Königsberg
- La Veuve Grapin, 1859 París → dt. Die Witwe Grapin, 1862 Berlín i Die unverhoffte Braut, 1947 Berlin[13]
- Am Runenstein (Òpera en 2 seccions), 1865 Viena
- Zilda, ou La nuit des dupes, 1866 París
- L'Ombre, 1870 Paris (deutsch: Ein Schatten, 1871 Òpera en 2 seccions (Viena)
- La Fleur d'Harlem, 1876 Torí

## Ballet
- Lady Harriette ou La Servante de Greenwich (1. Acte), 1844 París
- Die Gruppe der Thetis, 1858 Schwerin
- Der Tannkönig, ein Weihnachtsmärchen, 1861 Schwerin

## Treball instrumental
Orquestra
- Klavierkonzert Nr. 1 c-Moll, 1830
- Klavierkonzert Nr. 2 a-Moll, 1831
- Jubelouverture F-Dur, 1852
- Fackeltanz Es-Dur, 1853

## Música de cambra
- 6 Chants du soir per a violoncel i piano, 1839 (amb Jacques Offenbach); Musikverlag Zimmermann 1995
- 6 Rêveries per a violoncel i piano, 1839 (amb Jacques Offenbach); Edition Massonneau 2014
- Trio de salon a-Moll per a violí, violoncel i piano, 1845; Edition Massonneau 2013
- Sonata per a violí i piano A-Dur op. 14, 1861; Edition Dohr 2012
- Fantasia per a flauta i piano op. 16 (una altra obra està registrada a l'op. 16 de Bothe i Bock)
- Música Nocturna per a oboè i piano (amb Carl Wacker), op.47; tre media
- Quartet per a violí, violoncel, trompa i piano g-Moll
- Quartet de cordes; Elogi 2011

## Música de piano
- Peça a quatre mans, 1833
- Tres valsos alemanys, un galop i una masurca, 1833
- La Mésange, Vals, 1845 OCLC 844225426
- 6 estudis per a piano a quatre mans, 1874

## Cançons
- Diví pur! Cantilène, text: Eugène de Lorlau, B. Latte, París, 1845 OCLC 844225411
- 4 Cançons de Savoia op. 17, 1875
- 3 cançons i balades:

Mal de casa: "Vull tornar a casa"
Cançó de la nodrissa: "Tanca els ulls, estimat noi"
Desitjo de primavera
- 3 cançons:

Silvia: "Tornarà mai"
Serenata: "Durant una hora"
Anhelant el rossinyol
- 4 cançons: (núm. 1 i 4 perdudes)

2. Christabel
3. Sol, encara no sol